# A Special from the Spectrum
Az A Special from the Spectrum az amerikai Dio heavy metal zenekar élő koncertfelvétele. VHS-en is forgalomba került, de a fellépés a We Rock
DVD-n jelent meg a nyitószám nélkül. A videó megkapta az arany minősítést is a RIAA-tól 1990.
szeptember 26-án.

## Az album dalai
1. Stand Up and Shout
2. Don't Talk to Strangers
3. Mystery
4. Egypt (The Chains Are On)
5. Heaven and Hell
6. Vivian Campbell gitárszólója
7. Heaven and Hell
8. The Last in Line
9. Rainbow in the Dark
10. The Mob Rules
11. We Rock

## Közreműködők
- Ronnie James Dio – ének
- Vivian Campbell – gitár
- Jimmy Bain – basszusgitár
- Vinny Appice – dob